# Francis Egerton, 1:e earl av Ellesmere
Francis Egerton, 1:e earl av Ellesmere, född den 1 januari 1800, död den 18 februari 1857, var en brittisk politiker, Han var son till George Leveson-Gower, 1:e hertig av Sutherland.
Ellesmere var ledamot av underhuset mellan 1822 och 1846, där han tillhörde torypartiet. Han tjänstgjorde också som Chief Secretary för Irland 1828–1830, och var en kortare period 1830 krigsminister. Han var känd också för sina översättningar av tysk litteratur och poesi, bland annat Goethes Faust. Han var dessutom i sig en flitig författare och ivrade mycket för grundandet av National Portrait Gallery i London. Flitig resenär blev han också med tiden ordförande för Royal Geographical Society. Ellesmereön är uppkallad efter honom.
Han gifte sig i London 1822 med Harriet Catherine Greville (1800–1866).

## Barn
- George Granville Egerton, 2:e earl av Ellesmere (1823v1862); gift 1846 med Lady Mary Louisa Campbell (1825–1916)
- Francis Egerton (1824–1895); gift 1865 med Lady Louisa Caroline Cavendish (död 1907)
- Algernon Egerton (1825–1891); gift 1863 med Alice Louisa Cavendish (1837–1905)
- Arthur Frederick Egerton (1829–1866); gift 1858 med Helen Smith (1837–1928)
- Alice Harriet Frederica Egerton (1830–1928); gift 1854 med George Henry Charles Byng, 3:e earl av Strafford (1830–1898)
- Blanche Egerton (1832–1894); gift 1865 med John William Montagu, 7:e earl av Sandwich (1811–1884)
- Granville Egerton (1834–1851), död till havs